# Jung Chan-sung
Jung Chan-Sung (Pohang, 17 de marzo de 1987), más conocido como Chan-Sung Jung o por su nombre de ring The Korean Zombie, es un artista marcial mixto surcoreano retirado, que compitió en la categoría de peso pluma de Ultimate Fighting Championship.

## Carrera de artes marciales mixtas

### Ultimate Fighting Championship
Se esperaba que Jung se enfrentara a Rani Yahya el 22 de enero de 2011 en UFC Fight Night 23. Sin embargo, Jung se vio obligado a salir de la tarjeta por una lesión.
Una revancha con García estaba programada para el 26 de marzo de 2011 en UFC Fight Night 24, después de que Jung entrara para sustituir al lesionado Nam Phan. Jung fue capaz de vengar la pérdida original después de someter a García con un tornado al final de la segunda ronda. Esta fue la primera vez en la historia de la UFC que un combate acababa en tornado. Tras, la pelea Jung obtuvo la Sumisión de la Noche y fue premiado con la Sumisión del Año por los Premios World MMA. En una entrevista posterior a la pelea, Jung afirmó que aprendió el movimiento observando a Eddie Bravo en vídeos de YouTube.
Jung se enfrentó al exretador al título Mark Hominick el 10 de diciembre de 2011 en UFC 140. Jung ganó la pelea por KO a los 0:07 de la primera ronda, empatando así el récord del nocaut más rápido en UFC. La victoria de Jung sobre Mark Hominick le llevó a ganar el premio al KO de la Noche. La victoria de Jung también ganó muchos elogios en su natal Corea del Sur, donde apareció en los noticieros de los principales canales de televisión nacionales del país (como KBS).
Jung se enfrentó a Dustin Poirier el 15 de mayo de 2012 en UFC on Fuel TV 3. Jung derrotó a Poirier por sumisión (D'arce choke) en la cuarta ronda. El rendimiento obtenido por Jung le llevó a ganar el premio a la Sumisión de la Noche y ambos peleadores ganaron el premio a la Pelea de la Noche. La pelea fue premiada como la Pelea del Año y Sumisión del Año por varias publicaciones al término de 2012.
Se esperaba que Jung se enfrentara a Ricardo Lamas el 6 de julio de 2013 en UFC 162. Sin embargo, el 14 de junio se anunció que Jung había sido sacado de la pelea con Lamas y sustituiría al lesionado Anthony Pettis para enfrentar a José Aldo el 3 de agosto de 2013 en UFC 163. Jung perdió la pelea por nocaut técnico en la cuarta ronda.
Jung anunció a mediados de octubre de 2014 su intención de comenzar su período de servicio militar obligatorio en su país de origen, Corea del Sur. Si bien Jung no hizo comentarios sobre el futuro una vez finalizado, su gerente indicó que regresaría a las artes marciales mixtas al final de los dos años.
Jung se enfrentó a Dennis Bermúdez el 4 de febrero de 2017, en UFC Fight Night 104. Ganó la pelea por nocaut en la primera ronda. Tras el combate, Jung recibió su primer premio de Actuación de la Noche.
Se esperaba que Jung se enfrentara a Ricardo Lamas el 29 de julio de 2017, en UFC 214. Sin embargo, Jung se retiró de la pelea a principios de junio debido a una lesión de rodilla. Fue reemplazado por Jason Knight.
Se esperaba que Jung se enfrentara a Frankie Edgar el 10 de noviembre de 2018 en UFC Fight Night 139. Sin embargo, el 26 de octubre de 2018 se informó que Edgar fue sacado de la pelea debido a una lesión y fue reemplazado por Yair Rodríguez.
El 22 de junio de 2019 se enfrentó al brasileño Renato Moicano en el evento UFC Fight Night: Moicano vs. Korean Zombie. Ganando el combate por TKO en el primer asalto.
El 21 de diciembre de 2019  se enfrenta a Frankie Edgar en el evento UFC Fight Night: Edgar vs. The Korean Zombie en Busán. Ganó el combate por TKO en el primer asalto y obtuvo el bono a Actuación de la Noche por su desempeño.
El 18 de octubre de 2020 se enfrenta al peleador estadounidense de ascendencia mexicana Brian Ortega en el evento UFC Fight Night: Ortega vs. The Korean Zombie. Perdió el combate por decisión unánime.
El 20 de junio de 2021 se enfrentó a Dan Ige en el evento UFC on ESPN: The Korean Zombie vs. Ige. Ganó la pelea por decisión unánime.

###### Segundo intento de conseguir el Cinturón del Peso pluma
El 9 de abril de 2022 se enfrentó al campeón del peso pluma de la UFC Alexander Volkanovski en el evento UFC 273 organizado en Florida. Perdió el combate por un nocaut técnico mediante golpes en el cuarto asalto.

## Campeonatos y logros
- Ultimate Fighting Championship
  - Sumisión de la Noche (dos veces) vs Leonard García y Dustin Poirier
  - Pelea de la Noche (dos veces) vs. Dustin Poirier y Yair Rodríguez
  - Actuación de la Noche (tres veces)
  - KO de la Noche (una vez) vs Mark Hominick
  - Sumisión del Año (2012) vs. Dustin Poirier
  - Primer hombre en acabar un combate por twister en la historia de UFC.

- World Extreme Cagefighting
  - Pelea de la Noche (una vez)

- KoreaFC
  - Korea FC 65 kg (ganador del Torneo)

- Pancrase
  - Pancrase Korea Neo-Blood (ganador del Torneo de Peso Ligero)

- Wrestling Observer Newsletter
  - Pelea del Año (2010) vs. Leonard García el 24 de abril[20]

- Pelea del Año (2012) vs. Dustin Poirier el 15 de mayo

- World MMA Awards
  - Sumisión del Año (2011) vs. Leonard García el 26 de marzo

- MMAFighting.com
  - Pelea del Año (2012) vs. Dustin Poirier el 15 de mayo

- Sherdog
  - Pelea del Año (2012) vs. Dustin Poirier el 15 de mayo

## Récord en artes marciales mixtas
| Récord profesional | Récord profesional | Récord profesional |
| 24 peleas          | 17 victorias       | 7 derrotas         |
| ------------------ | ------------------ | ------------------ |
| Nocaut             | 6                  | 4                  |
| Sumisión           | 8                  | 0                  |
| Decisión           | 3                  | 3                  |

| Resultado | Registro | Oponente              | Método                      | Evento                                          | Fecha                    | Ronda | Tiempo | Localización                 | Notas                                                                 |
| --------- | -------- | --------------------- | --------------------------- | ----------------------------------------------- | ------------------------ | ----- | ------ | ---------------------------- | --------------------------------------------------------------------- |
| Derrota   | 17–8     | Max Holloway          | KO (puñetazo)               | UFC Fight Night: Holloway vs. The Korean Zombie | 26 de agosto de 2023     | 3     | 0:23   | Kallang, Singapur            |                                                                       |
| Derrota   | 17–7     | Alexander Volkanovski | TKO (golpes)                | UFC 273                                         | 9 de abril de 2022       | 4     | 0:45   | Jacksonville, Florida        | Por el Campeonato de Peso Pluma de UFC.                               |
| Victoria  | 17–6     | Dan Ige               | Decisión (unánime)          | UFC on ESPN: The Korean Zombie vs. Ige          | 20 de junio de 2021      | 5     | 5:00   | Las Vegas, Nevada            |                                                                       |
| Derrota   | 16–6     | Brian Ortega          | Decisión (unánime)          | UFC Fight Night: Ortega vs. The Korean Zombie   | 18 de octubre de 2020    | 5     | 5:00   | Abu Dhabi                    |                                                                       |
| Victoria  | 16–5     | Frankie Edgar         | TKO (golpes)                | UFC Fight Night: Edgar vs. The Korean Zombie    | 21 de diciembre de 2019  | 1     | 3:18   | Busan                        | Actuación de la Noche.                                                |
| Victoria  | 15–5     | Renato Moicano        | TKO (golpes)                | UFC Fight Night: Moicano vs. Korean Zombie      | 22 de junio de 2019      | 1     | 0:58   | Greenville, Carolina del Sur | Actuación de la noche.                                                |
| Derrota   | 14–5     | Yair Rodríguez        | KO (codazo)                 | UFC Fight Night: Korean Zombie vs. Rodríguez    | 10 de noviembre de 2018  | 5     | 4:59   | Denver, Colorado             | Pelea de la noche.                                                    |
| Victoria  | 14–4     | Dennis Bermúdez       | KO (golpes)                 | UFC Fight Night: Bermúdez vs. Korean Zombie     | 4 de febrero de 2017     | 1     | 2:49   | Houston, Texas               | Actuación de la noche.                                                |
| Derrota   | 13–4     | José Aldo             | TKO (golpes)                | UFC 163                                         | 3 de agosto de 2013      | 4     | 2:00   | Río de Janeiro               | Por el Campeonato de Peso Pluma de UFC.                               |
| Victoria  | 13–3     | Dustin Poirier        | Sumisión (D'arce choke)     | UFC on Fuel TV: Korean Zombie vs. Poirier       | 15 de mayo de 2012       | 4     | 1:07   | Fairfax, Virginia            | Pelea de la Noche; Sumisión de la Noche; Pelea del Año (2012).        |
| Victoria  | 12–3     | Mark Hominick         | KO (golpes)                 | UFC 140                                         | 10 de diciembre de 2011  | 1     | 0:07   | Toronto                      | KO de la Noche.                                                       |
| Victoria  | 11–3     | Leonard García        | Sumisión (twister)          | UFC Fight Night: Nogueira vs. Davis             | 26 de marzo de 2011      | 2     | 4:59   | Seattle, Washington          | Sumisión de la Noche; Sumisión del Año (2011).                        |
| Derrota   | 10–3     | George Roop           | KO (patada a la cabeza)     | WEC 51                                          | 30 de septiembre de 2010 | 2     | 1:30   | Broomfield, Colorado         |                                                                       |
| Derrota   | 10–2     | Leonard García        | Decisión (dividida)         | WEC 48                                          | 24 de abril de 2010      | 3     | 5:00   | Sacramento, California       | Pelea de la Noche; Pelea del Año (2010).                              |
| Victoria  | 10–1     | Matt Jaggers          | Sumisión (triangle choke)   | Sengoku 9                                       | 2 de agosto de 2009      | 2     | 1:25   | Saitama                      | GP 2009 Sengoku de Peso Pluma (Pelea reserva).                        |
| Derrota   | 9–1      | Masanori Kanehara     | Decisión (unánime)          | Sengoku 8                                       | 2 de mayo de 2009        | 3     | 5:00   | Tokio                        | GP 2009 Sengoku de Peso Pluma (cuartos de final).                     |
| Victoria  | 9–0      | Shintaro Ishiwatari   | Sumisión (rear-naked choke) | Sengoku 7                                       | 20 de marzo de 2009      | 1     | 4:29   | Tokio                        | GP 2009 Sengoku de Peso Pluma (1.ª ronda).                            |
| Victoria  | 8–0      | Fanjin Son            | KO (golpe)                  | Deep 39                                         | 10 de diciembre de 2008  | 1     | 0:17   | Okayama                      |                                                                       |
| Victoria  | 7–0      | Michihiro Omigawa     | Decisión (unánime)          | Deep 38                                         | 16 de agosto de 2008     | 2     | 5:00   | Okayama                      |                                                                       |
| Victoria  | 6–0      | Jung-Hun Cho          | Decisión (unánime)          | KoreaFC                                         | 31 de mayo de 2008       | 3     | 5:00   | Gangwon                      | Ganó el Torneo de Korea FC 65 kg.                                     |
| Victoria  | 5–0      | Dae-Han Choi          | Sumisión (triangle choke)   | KoreaFC                                         | 31 de mayo de 2008       | 1     | 3:38   | Gangwon                      | Torneo de Korea FC 65 kg (Semifinal).                                 |
| Victoria  | 4–0      | Jung-Beom Choi        | Sumisión (armbar)           | KoreaFC                                         | 31 de mayo de 2008       | 1     | 2:15   | Gangwon                      | Torneo de Korea FC 65 kg (cuartos de final).                          |
| Victoria  | 3–0      | Hyung-Geol Lee        | TKO (golpes)                | Pancrase 87                                     | 27 de enero de 2008      | 1     | 3:27   | Busan                        | Ganó el Torneo de Peso Ligero de Pancrase Korea Neo-Blood.            |
| Victoria  | 2–0      | In-Seok Yoo           | Sumisión (rear-naked choke) | Pancrase 85                                     | 16 de diciembre de 2007  | 1     | 2:34   | Busan                        | Torneo de Peso Ligero de Pancrase Korea Neo-Blood (Semifinal).        |
| Victoria  | 1–0      | Hyung-Geol Lee        | Sumisión (armbar)           | Pancrase 81                                     | 24 de junio de 2007      | 2     | 3:07   | Gyeongju                     | Torneo de Peso Ligero de Pancrase Korea Neo-Blood (cuartos de final). |

## Filmografía

### Programas de televisión
| Año  | Programa                                  | Notas                    |
| ---- | ----------------------------------------- | ------------------------ |
| 2019 | Law of the Jungle in Lost Jungle & Island | (ep. #363-367) - miembro |